# ألبرت كيك
ألبرت كيك (بالألمانية: Albert Keck)‏ هو لاعب كرة قدم ألماني، ولد في 4 أغسطس 1930 في ساربروكن في ألمانيا، وتوفي في يونيو 1990. شارك مع منتخب سارلاند لكرة القدم. أما مع النوادي، فقد لعب مع نادي ساربروكن.

## وصلات خارجية
- ألبرت كيك على موقع قاعدة بيانات كرة القدم.إي يو (الإنجليزية)
- ألبرت كيك على موقع بيانات كرة القدم. دي إي (الألمانية)
- ألبرت كيك على موقع ناشيونال فوتبول تيمز (الإنجليزية)
- ألبرت كيك على موقع عالم كرة القدم.نت (الإنجليزية)